# Tatort: Scherbenhaufen
Scherbenhaufen ist ein Fernsehfilm aus der Krimireihe Tatort. Es ist der zehnte Fall der Stuttgarter Ermittler Lannert und Bootz. Der von Maran Film und dem Südwestrundfunk produzierte Beitrag wurde am 4. März 2012 erstgesendet.

## Handlung
Ein Mord auf einem Friedhof. Der Porzellanfabrikant Otto Imberger wird beschossen, als er das Grab seines Vaters besucht. Doch es wird sein Chauffeur Marco Hummel getroffen, der noch am Tatort verstirbt. Thorsten Lannert ermittelt zunächst allein, da sein Kollege Sebastian Bootz derzeit im Urlaub ist.
Es wird schnell klar, dass es innerhalb der Familie Imberger einen erbitterten Kampf gibt, wer der Nachfolger der Firma wird. Schließlich geht es dabei um viel Geld und die Brüder streiten sich auch um Firmeninterna.
Staatsanwältin Álvarez holt Sebastian Bootz aus dem Urlaub zurück und schleust ihn als Bodyguard für Otto Imberger in die Familie ein, um diesen vor weiteren Anschlägen zu beschützen. Gleichzeitig kann Bootz im familiären Umfeld ermitteln. Lannert trainiert ihn vorab, da er einschlägige Erfahrungen als verdeckter Ermittler hat und seinem Kollegen daher hilfreiche Tipps geben kann.
Imberger und seine Söhne sind im Besitz von vier Jagdwaffen, die lässt sich Lannert zeigen und gibt sie in die KTU. Die Ergebnisse der Überprüfung sind jedoch negativ. Die Familie ist über die Vorgehensweise empört und verdächtigt ihrerseits Rudolf Bischoff, einen ehemaligen Angestellten, den die Imbergers vor kurzem entlassen mussten. Lannert sucht diesen umgehend auf, um ihn zu befragen, und erfährt, dass der Anlass der Kündigung nichtig war. Offensichtlich wollte die Firmenleitung den altgedienten Mitarbeiter loswerden. Kurze Zeit darauf wird Otto Imberger von Bischoff mit einem Gewehr bedroht. Verzweifelt will er seinen ehemaligen Chef zur Rede stellen, doch anstatt auf ihn zu schießen, richtet er sich mit der Waffe selbst. Bootz weiß von Bischoffs Tochter, dass ihr Vater in psychiatrischer Behandlung war, und vermutet, dass er nicht der Täter vom Friedhof war. Dennoch wird ein zweites Gewehr, das sich später als Tatwaffe herausstellt, in Bischoffs Schrebergarten gefunden.
Otto Imberger ist trotzdem nicht erleichtert. Schließlich kannte er Bischoff seit 35 Jahren und meint, wenn er ihn nicht entlassen hätte, würde er jetzt noch leben. Irgendwie scheine ein Fluch auf ihm und seiner Familie zu liegen. Bootz teilt ihm mit, dass die Polizei davon ausgeht, dass die gefundene Waffe Bischoff untergeschoben wurde. Ein Mörder würde eine Tatwaffe verschwinden lassen und nicht noch alle Fingerabdrücke beseitigen.
Inzwischen ergeben sich Hinweise auf ein falsches Alibi von Gerald Imberger, dem ältesten Sohn. Auch ist der Lebensstil des Angestellten Lars Reichhardt auffallend. Doch verbirgt sich dahinter eine Wirtschaftsspionage, die er als Computerspezialist für die Firma getätigt hatte und wofür er entsprechend bezahlt wurde. Aufgrund dieser geheimen Informationen war es den Imbergers möglich, einen großen Auftrag aus China zu bekommen, der ihnen einen Millionenumsatz bescheren würde und die Zukunft der Firma sicherte. Lannert findet heraus, dass der Chauffeur Marco Hummel dahintergekommen war und seinen Chef mit diesem Wissen erpresste. Somit galten die Schüsse auf dem Friedhof gar nicht Otto Imberger, sondern von Anfang an sollte Hummel aus dem Weg geräumt werden. Von dem Verdacht gegen ihn und seine Familie ist Otto Imberger empört.
Bootz ist es gelungen, das Vertrauen von Otto Imberger zu erhalten. So redet er ihm ins Gewissen, wie er den Tod von zwei Menschen rechtfertigen will, auch wenn er mit der Betriebsspionage viele Arbeitsplätze gerettet haben dürfte. Bischoffs Entlassung war nur darin begründet, dass er als langjähriger Fachmann herausgefunden hätte, dass die neuen Erkenntnisse nicht aus eigener Kraft hätten kommen können. Während Bootz mit Imberger zu einer Einigung kommt, stürmt Lukas Imberger ins Zimmer und bedroht Bootz. Er gibt zu, Hummels erschossen zu haben, da der „nur eine Ratte“ gewesen sei, der die Firma mit seiner Erpressung ruiniert hätte. Bootz, der nun als Mitwisser um sein Leben bangen muss und von Lukas mit einer Waffe bedroht wird, kann aus dem Haus fliehen, während Lukas ihn verfolgt. Lannert, der sich inzwischen um seinen Kollegen sorgte, da er sich nicht wie vereinbart regelmäßig gemeldet hatte, kommt gerade dazu und kann seinem Kollegen helfen, indem er Lukas mit einem gezielten Schuss in den Oberarm außer Gefecht setzt.
Otto Imberger steht nun vor den Trümmern seines Lebens. Er muss sich wegen der Betriebsspionage verantworten und seinen jüngsten Sohn für Jahre im Gefängnis sehen.

## Hintergrund
Die Dreharbeiten fanden vom 27. April 2011 bis 30. Mai 2011 unter dem Arbeitstitel Das große Ganze in Stuttgart, Plochingen und Baden-Baden statt. Die Szenen, die in der Gartenlaube von Bischoff spielen, wurden im Stuttgarter Weinanbaugebiet Mönchberg (Untertürkheim) gedreht.

## Rezeption

### Einschaltquoten
Die Erstausstrahlung von Scherbenhaufen am 4. März 2012 wurde in Deutschland insgesamt von 9,59 Millionen Zuschauern gesehen und erreichte einen Marktanteil von 25,7 % für Das Erste; in der Gruppe der 14- bis 49-jährigen Zuschauer konnten 3,17 Millionen Zuschauer und ein Marktanteil von 20,4 % erreicht werden.
In Österreich wurden 724.000 Zuschauer und 23 % Marktanteil erzielt.

### Kritiken
Die Kritiken zum Tatort: Scherbenhaufen waren gemischt, in der Regel überwog aber eine positive Beurteilung. Besonders gelobt wurde die Darstellung der Konflikte innerhalb eines mittelständischen Betriebs.

„Verzwickt-intelligenter Fall, solide Regie, insgesamt mal wieder ein bisschen zu brav.“

„Das Drehbuch von Eva und Volker A. Zahn, von Johannes Grieser routiniert in Szene gesetzt, umreißt nicht nur die Probleme moderner Unternehmer, von der Frage der Erbfolge über den Innovationsdruck bis zum Auftreten gegenüber Mitarbeitern. […] Fast nebenbei erzählt der ‚Tatort‘ von der Brüchigkeit moderner Arbeits- und Lebensverhältnisse, vom Anpassungsdruck und der damit verbundenen Angst. Denn was Bischoff umtreibt, ist nicht nur ökonomische, es ist existentielle Not. Es ist die Angst, ausrangiert zu werden, nichts mehr wert zu sein. Das ist die spannende Geschichte, die den sonst geradlinig, aber eben auch brav erzählten Krimi um Machtstreben, Korruption und Industriespionage am Ende rettet.“

„Richy Müller und Felix Klare bestätigen sich in ‚Scherbenhaufen‘ einmal mehr als das Sympathie-Duo unter den ‚Tatort‘-Paaren: der liebe Familien-Papa und der väterliche Freund. All jene ‚Tatort‘-Fans, die es nicht leiden können, wenn es zu sehr menschelt im ARD-Krimi, haben vermutlich vorab abgeschaltet […] Gemeinsam mit allen anderen erinnern wir uns an einen ungewöhnlichen Sonntagskrimi, der zwar nicht hervorragend, aber doch sehr unterhaltsam war.“